# All Mod Cons
| Recensione | Giudizio    |
| ---------- | ----------- |
| AllMusic   |             |
| Ondarock   | Consigliato |

All Mod Cons è il terzo album in studio per la band punk inglese dei The Jam, pubblicato nel 1978 dalla Polydor Records. L'album venne considerato un notevole passo avanti rispetto alle atmosfere mod/punk dei due album precedenti, In the City e This Is the Modern World, e il punto di partenza per i due lavori successivi, quelli che vengono considerati dalla maggior parte dei fan e della critica come i migliori della band, e cioè Setting Sons e Sound Affects. Il titolo è la contrazione di "All Modern Conveniences", una frase utilizzata nelle vendite immobiliari col significato equivalente a "Fornita di tutti gli accessori".

## Tracce

### Versione originale
- Tutte le canzoni sono composte da Paul Weller eccetto dove indicato.

Lato A
1. All Mod Cons – 1:20
2. To Be Someone (Didn't We Have A Nice Time) – 2:32
3. Mr. Clean – 3:29
4. David Watts – 2:56 (Ray Davies)
5. English Rose – 2:51
6. In The Crowd – 5:40

Lato B
1. Billy Hunt – 3:01
2. It's Too Bad – 2:39
3. Fly – 3:22
4. The Place I Love – 2:54
5. 'A' Bomb In Wardour Street – 2:37
6. Down In The Tube Station At Midnight – 4:43

### Versione Deluxe 2006
CD
1. All Mod Cons – 1:20
2. To Be Someone (Didn't We Have A Nice Time) – 2:32
3. Mr. Clean – 3:29
4. David Watts – 2:56 (Ray Davies)
5. English Rose – 2:51
6. In The Crowd – 5:40
7. Billy Hunt – 3:01
8. It's Too Bad – 2:39
9. Fly – 3:22
10. The Place I Love – 2:54
11. 'A' Bomb In Wardour Street – 2:37
12. Down In The Tube Station At Midnight – 4:43
13. News of the World (singolo)
14. Aunties and Uncles (Impulsive Youths) (b-side)
15. Innocent Man (b-side)
16. Down In The Tube Station At Midnight (versione singolo)
17. So Sad About Us (b-side)
18. The Night (b-side)
19. So Sad About Us (demo)
20. Worlds Apart (demo)
21. It's Too Bad (demo)
22. To Be Someone (demo)
23. David Watts (demo)
24. Billy Hunt (versione alternativa)
25. Mr Clean (demo)
26. Fly (demo)

#### DVD
1. The Making of All Mod Cons - Documentario in DVD